# رونق
رونق (مهاباد)، روستایی از توابع بخش مهاباد شهرستان اردستان در استان اصفهان ایران  است
مردم به شدت مهمان نواز و دست و دلباز هستند  
دارای یک قلعه تاریخی و باغات انار و قنات‌های قدیمی می باشد  

## جمعیت
این روستا در دهستان همبرات قرار دارد و براساس سرشماری مرکز آمار ایران در سال ۱۳۸۵، جمعیت آن ۸ نفر (۴خانوار) بوده‌است.